# 14068 Hauserová
14068 Hauserová è un asteroide della fascia principale. Scoperto nel 1996, presenta un'orbita caratterizzata da un semiasse maggiore pari a 2,6169493 UA e da un'eccentricità di 0,1204037, inclinata di 11,09200° rispetto all'eclittica.
L'asteroide è dedicato alla giornalista e scrittrice ceca Eva Hauserová.